# (52292) Kamdzhalov
(52292) Kamdzhalov est un astéroïde de la ceinture principale.

## Description
(52292) Kamdzhalov est un astéroïde de la ceinture principale. Il fut découvert le 10 octobre 1990 à Tautenburg par Lutz Dieter Schmadel et Freimut Börngen. Il présente une orbite caractérisée par un demi-grand axe de 3,06 UA, une excentricité de 0,14 et une inclinaison de 10,2° par rapport à l'écliptique.
Cet astéroïde est nommé en l'honneur du chef d'orchestre bulgare Yordan Kamdzhalov.

## Compléments